# Finian McGrath
Finian McGrath (né le 9 avril 1953 à Tuam) est un homme politique irlandais. Il est secrétaire d'État au Handicap de 2016 à 2020.

## Biographie
Finian McGrath est député depuis 2016 dans la circonscription Dublin North-Central.
Il rejoint le gouvernement du 32e Dáil comme secrétaire d'État au Handicap le 6 mai 2016.